# ليلة الروح المظلمة
ليلة الروح المظلمة (بالإسبانية: La noche oscura del alma)‏ هي قصيدة كتبها الصوفي والشاعر الإسباني في القرن السادس عشر. يوحنا الصليب المؤلف نفسه لم يعط أي لقب لقصيدته، والتي كتب عليها تعليقين طويلين على الكتب: صعود جبل الكرمل (السوبيدا ديل مونتي كارميلو) والظلام المظلمة (نوشه أوسورا).

## قراءات إضافية
- May، Gerald G. (2004). The Dark Night of the Soul. A Psychiatrist Explores the Connection Between Darkness and Spiritual Growth. New York City: هاربر كولنز. (ردمك 0-060-55423-1); (ردمك 978-00-6055-423-1).
- McKee، Kaye P. (2006). When God Walks Away. A Companion to the Dark Night of the Soul. New York City: Crossroad Publishing Company. (ردمك 0-824-52380-6); (ردمك 978-08-2452-380-0). مؤرشف من الأصل في 2021-05-15.

## وصلات خارجية
- Dark Night of the Soul verse translation of the poem.
- Text of Dark Night of the Soul from the Christian Classics Ethereal Library
- Original and Translation of Dark Night of the Soul From The Collected Works of St. John of the Cross
- هذه المقالة تحوي نصا ذو ملكية عامة: هبرمان، تشارلز (المحرر). الموسوعة الكاثوليكية. شركة روبرت أبلتون. {{استشهاد بموسوعة}}: الوسيط |ref=harv غير صالح (مساعدة)، الوسيط |title= غير موجود أو فارغ (مساعدة)، والوسيط غير المعروف |ألسنة= تم تجاهله (مساعدة)
- Online version of Dark Night of the Soul